# Gyokuro
El gyokuro (en japonès: 玉露, rosada de jade) és un te verd dels més apreciats del Japó. També conegut com a pearl dew, es caracteritza pel seu color verd brillant i una aroma a herba fresca.

## Cultiu
Les principals regions de producció d'aquest te són Yame a la prefectura de Fukuoka, Uji a la de Kyoto i Okabe a la de Shizuoka. El cultiu de gyokuro és només del 0,3% del total de te cultivat al Japó.
Tot i que es classifica com un tipus de sentxa segons els mètodes de producció, el cultiu de gyokuro es diferencia d'altres tes sentxa. Les fulles de te Gyokuro estan protegides del sol abans de ser collides. El període pot variar de vint a trenta dies. Tres setmanes / vint dies és un període estàndard perquè un te es consideri gyokuro pròpiament dit. Qualsevol cosa ombrejada durant menys de vint dies es considera te kabuse.

## Preparació
Les fulles del gyokuro són tapades de la llum directe del sol aproximadament durant les 3 setmanes anteriors a la collita de primavera. Tapar les fulles del sol fa que augmentin les proporcions de flavanols, aminoàcids, sucres i altres substàncies que li donen aroma i gust.
L'augment del contingut de L-teanina provoca l'augment del gust umami del gyokuro. També produeix un efecte calmant que equilibra l'alt contingut de cafeïna del gyokuro. Els estudis sobre L-teanina indiquen que també pot ajudar a reduir l'estrès i l'ansietat i pot tenir efectes neuroprotectors.
Per preparar-lo l'aigua bullida s'atempera fins als 60 o 50 °C abans d'infusionar el te durant uns 120 a 150 segons. Per les següents infusions, al contrari que amb el te verd de la Xina el temps es pot reduir a uns 30 segons, ja que les fulles ja s'han obert i deixen anar millor la seva aroma.